# Diversey
Diversey, Inc. ist ein US-amerikanischer Hersteller von Reinigungs- und Hygieneprodukten. Das Unternehmen beliefert vor allem gastronomische, medizinische und lebensmittelproduzierende Betriebe sowie den Großhandel und Gebäudedienstleister mit seinen Produkten. Von 1996 bis 2002 firmierte das Unternehmen unter dem Namen DiverseyLever, von 2002 bis 2010 als JohnsonDiversey und war ein Tochterunternehmen der Sealed Air Corporation.

## Geschichte
Das Unternehmen wurde 1923 in Chicago von August und Herbert Kochs als Tochterunternehmen ihrer Victor Chemical Works gegründet. Es ist benannt nach der Diversey Avenue in Chicago. Im Jahr 1978 wurde es von Molson erworben, im Jahr darauf setzte sich Herbert Kochs als Vorstandsvorsitzender zur Ruhe.
Während seiner Zeit unter Sealed Air konzentrierte sich Diversey Care auf eine Strategie der technologischen Innovation. Dazu gehörten die Einführung der ersten globalen Produktpalette kommerzieller Reinigungsroboter in den USA und Europa sowie eine digitale Plattform für das Management von Lebensmittelsicherheit, mit der Organisationen die Einhaltung gesetzlicher Vorschriften in der Lebensmittelindustrie überwachen können.
Im März 2023 wurde verlautbart, dass das amerikanische Chemieunternehmen Solenis (ehemals Ashland Water Technologies) Diversey für $4,6 Mrd. übernehmen wird. Im Juli 2023 meldeten beide Unternehmen Vollzug der Übernahme.